# ابيضاض الدم بطلائع الخلايا الليمفاوية البائية

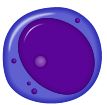
خلية لمفاوية

ابيضاض الدم بطلائع الخلايا الليمفاوية البائية، يُشار له باسم B-PLL، هو سرطان دم نادر. وهو شكل أكثر عدوانية، ولكن قابل للعلاج من ابيضاض الدم.
ابيضاض الدم بطلائع الخلايا الليمفاوية البائية هو ابيضاض دم تكاثري (PLL) يؤثر على طلائع الخلايا اللمفاوية (الأشكال غير الناضجة من الخلايا الليمفاوية البائية والخلايا اللمفاوية التائية) في الدم المحيطي ونخاع العظام والطحال. يعتبر سرطان شرس مع استجابة ضعيفة للعلاج.
الخلايا الليمفاوية الناضجة هي خلايا الجهاز المناعي التي تقاوم العدوى. تمتلك الخلايا الليمفاوية البائية وظيفتَين:
1. إنتاج الأجسام المضادة: استجابةً للمستضدات، تنتج الخلايا الليمفاوية البائية وتطلق أجسامًا مضادة للأجسام الغريبة الغازية من أجل مساعدة الخلايا البلعمية في التعرف والقضاء عليها.
2. توليد الخلايا الذاكرة: تسمح التفاعلات بين الأجسام المضادة والمستضدات للخلايا اللمفاوية البائية بتأسيس ذاكرة خلوية، أي مناعة تسمح للجسم بالاستجابة بشكل أسرع وأكثر كفاءة للمستضدات التي واجهها الجهاز المناعي سابقًا.

## التصنيف
يُصنف ابيضاض الدم بطلائع الخلايا الليمفاوية البائية على أنه اضطراب تكاثري لمفاوي بسبب إنتاج نخاع العظم المفرط لطلائع الخلايا الليمفاوية البائية. لا توجد هذه الخلايا بشكل طبيعي في الدم. يعتبر إنتاج أجسام مضادة ضد المواد الغريبة جزءًا من عملية نضجها قبل خروجها من النخاع العظمي. في ابيضاض الدم بطلائع الخلايا الليمفاوية البائية تعطل طلائع الليمفاويات البائية الخبيثة القدرات التكيفية لجهاز المناعة بسبب نقص الخلايا الليمفاوية البائية الناضجة.
اقترح البعض أن بعض الحالات قد تمثل نوعًا مختلفًا من لمفوما الخلية القشرية.

## العلامات والأعراض
يتميز هذا النوع من اللوكيميا بما يلي:
- أكثر من 55% من الخلايا المنتشرة في الدم المحيطي (خلايا الدم الحمراء وخلايا الدم البيضاء والصفائح الدموية مجتمعة) هي طلائع الخلايا الليمفاوية البائية. بشكل عام، تتجاوز نسبة طلائع الخلايا الليمفاوية البائية 90%.
- انعدام أو وجود عدد قليل من اضطرابات العقد اللمفية، أكانت هذه الاضطرابات تشوهات في حجم العقد أو عددها أو تناسقها.
- تضخم الطحال: تضخم غير طبيعي في الطحال.
- ارتفاع عدد خلايا الدم البيضاء.
- أعراض إصابة الخلايا البائية: الحمى والتعرق الليلي و/أو فقدان الوزن.

على غرار أنواع اللوكيميا الأخرى، غالبًا ما يكون ابيضاض الدم بطلائع الخلايا الليمفاوية البائية بدون أعراض. تنجم العلامات والأعراض الأكثر شيوعًا عن عدم قدرة النخاع العظمي على إنتاج مستويات طبيعية من خلايا الدم:
- فقر الدم؛ بسبب نقص خلايا الدم الحمراء
- عدوى أكثر تواترًا وشدة وطويلة الأمد؛ بسبب نقص خلايا الدم البيضاء الطبيعية
- نزيف وكدمات، بسبب نقص الصفائح الدموية

## العلاج
تزداد صعوبة إنتاج علاجات فعالة لابيضاض الدم بطلائع الخلايا الليمفاوية البائية نتيجة لندرة الحالات، وتطورها السريع إلى حد كبير مقارنة بسرطانات الدم الأخرى. المرض غير قابل للشفاء حاليًا، وتُوجه العلاجات إلى تقليل عدد طلائع الخلايا البائية في الدم وإنتاج نخاع العظم لها، إضافة إلى علاج الأعراض والتحكم في تطور الحالة.

### الانتظار اليقظ
لا يحتاج بعض المرضى إلى علاج فوري بعد التشخيص، يشمل هؤلاء المرضى أولئك الذين لا تظهر عليهم أعراض واضحة أو الذين لم يُلاحَظ تطور السرطان لديهم. يلزم إجراء فحوصات منتظمة مع الأطباء لمراقبة حالة المريض. يجب البدء بالعلاج بمجرد وجود دليل على تطور المرض أو انزعاج المريض من الأعراض.

### العلاج الكيميائي
لا يتحسن ابيضاض الدم بطلائع الخلايا الليمفاوية البائية على العلاج الكيميائي عادة، ويبدي عدوانية ومقاومة شديدة له، ويُعتقد أن هذه المقاومة ناتجة عن طفرات في جين TP53. أدت طبيعته المقاومة إلى استخدام مجموعات مختلفة من أدوية العلاج الكيميائي. أنظمة الأدوية الموصى بها والمستخدمة من قبل الأطباء فريدة لكل مريض وتعتمد على تجربة العلاج الكيميائي السابقة جنبًا إلى جنب مع الآثار الجانبية المحتملة. غالبًا ما يُضاف إلى مجموعات أدوية العلاج الكيميائي العلاجات المناعية.

### العلاج الموجه

#### الأجسام المضادة وحيدة النسيلة
هو نوع من العلاج الموجه الذي يتعرف على بروتينات معينة في خلايا سرطان الدم ويمنع أذية الخلايا السليمة والعادية. فيما يلي بعض المركبات التي تظهر حاليًا نتائج واعدة في التجارب والدراسات السريرية:
- الرتوكسيماب عبارة عن جسم مضاد أحادي النسيلة يستخدم على نطاق واسع في علاج أورام الخلايا البائية الخبيثة، وهو موجه ضد البروتين السطحي CD20. وثقت دراسات الحالة نجاح علاج ابيضاض الدم بطلائع الخلايا الليمفاوية البائية باستخدام الريتوكسيماب فقط، أبلغت دراسات إضافية عن وجود نشاط إيجابي عند إقران ريتوكسيماب مع أدوية العلاج الكيميائي فلودارابين أو بنداموستين مع الأنثراسيكلين ميتوكسانترون أو إبيروبيسين.[12]
- أليمتوزوماب هو جسم مضاد بشري يستهدف مستضد CD52 الذي تعبر عنه الخلايا الليمفاوية البائية الخبيثة بشكل كبير. أثبتت الاختبارات أنه يحفز موت هذه الخلايا. علاوة على ذلك، يكون أكثر نشاطًا في الدم ونخاع العظام والطحال، وكلها مواقع رئيسية تنتشر فيها الخلايا الليمفاوية البائية، وبالتالي يمكن أن تعمل كعامل محتمل في علاج هذا المرض بمزيد من البحث.

### استئصال الطحال أو العلاج الإشعاعي للطحال
يمكن استئصال الطحال عند المرضى الذين يعانون من تضخم الطحال غير القابل للعلاج الجهازي أو الذي لم يخففه العلاج الكيميائي عن طريق استئصال الطحال الجراحي أو الخضوع لإشعاع الطحال من أجل تخفيف الألم، والسيطرة على الأعراض، والسماح بإزالة الموقع التكاثري الرئيسي وجزء من الورم في هذه الحالة. 

### زرع الخلايا الجذعية
زرع الخلايا الجذعية هو إجراء يستخدم خلايا عالية التخصص تسمى الخلايا الجذعية المكونة للدم لتحل محل نخاع العظم الذي يحتوي على سرطان الدم. يجب أخذ هذا الإجراء في الاعتبار عند المرضى الأصغر سنًا الذين استجابوا جيدًا للعلاجات الأولية لأن تطور وانتشار هذا المرض أمر لا مفر منه. ومع ذلك، فإن زرع الخلايا الجذعية هو إجراء عالي الخطورة، مع معدلات مراضة ووفيات كبيرة. علاوة على ذلك، غالبًا ما لا يكون خيارًا ممكنًا نظرًا لوجود أمراض أو حالات جهازية أخرى مرافقة للمرض.

## الإنذار
على الرغم من التقدم في العلاجات والفهم الأعمق للإمراضية، فإن تشخيص مرضى ابيضاض الدم بطلائع الخلايا الليمفاوية البائية ضعيف، مع وجود نكس مبكر ووقت بقاء متوسط بين 3-5 سنوات.

## وبائيًا
يمثل ابيضاض الدم بطلائع الخلايا الليمفاوية البائية أقل من 1% من جميع حالات ابيضاض الدم في جميع أنحاء العالم، تؤثر بشكل رئيسي على السكان المسنين بمتوسط عمر بين 65 و70 عامًا. أظهرت معظم الحالات هيمنة طفيفة على الذكور، وكانت نسبة الذكور إلى الإناث 1.6 إلى 1، والغالبية العظمى من المرضى هم من القوقازيين.